# Mkdir

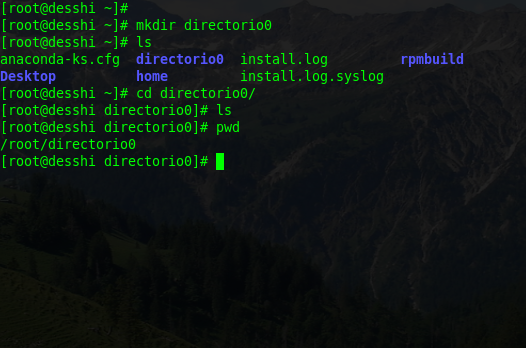
استفاده از mkdir برای ساختن یک دایرکتوری جدید در ترمینال

mkdir (سرنام کلمات make directory) فرمانی در سیستم‌عاملهای شبه‌یونیکس، داس، اواس/۲ و ویندوز است که برای ساختن دایرکتوری از آن استفاده می‌شود.

## استفاده
به‌طور ساده، نحوهٔ استفاده از این فرمان بصوت زیر است :
```
mkdir
 
name_of_directory

```

که name_of_directory نام دایرکتوری‌ای است که می‌خواهیم بسازیم. اگر فرمان mkdir را به صورت بالا استفاده کنیم، دایرکتوری ساخته شده در زیر مسیر فعلی که در آن هستیم قرار خواهد گرفت. در یونیکس، می‌توان چندین دایرکتوری را ارائه داد، که در اینصورت mkdir سعی در ساختن تمام آن‌ها می‌کند.

## گزینه‌ها
در سیستم‌های شبه‌یونیکس، mkdir می‌تواند چندین گزینه از کاربر دریافت کند. مهم‌ترین این گزینه‌ها به شرح زیراند:
- p-: برای ساختن تمام زیر دایرکتوری‌هایی که به mkdir عرضه شده‌است، حتی اگر از قبل وجود نداشته باشند؛ و اگر وجود داشته باشند خطایی داده نمی‌شود.
- v-: نمایش دایرکتوریهایی که mkdir آن‌ها را ایجاد می‌کند. معمولاً این گزینه در کنار p- استفاده می‌شود.

از گزینهٔ p- بیشتر در مواقعی که بخواهیم سلسله مراتب پیچیده‌ای از دایرکتوری‌ها را ایجاد کنیم استفاده می‌شود.

## نمونه‌ها
نمونه‌ای از استفادهٔ گزینهٔ p- در زیر آمده است :
```
mkdir
 
-p
 
/tmp/a/b/c

```

اگر tmp/a/ موجود باشد ولی tmp/a/b/ خیر، در ابتدا دایرکتوری tmp/a/b/ ساخته شده و سپس tmp/a/b/c/ ایجاد می‌شود.
می‌توان از mkdir برای ساخت سلسله مراتب پیچیده‌تری از دایرکتوری‌ها نیز استفاده کرد (هرچند مثال زیر یک تکنیک خط فرمانی است و خود mkdir به تنهایی آن را انجام نمی‌دهد) :
```
mkdir
 
-p
 
tmpdir/
{
trunk/sources/
{
includes,docs
}
,branches,tags
}

```

که دایرکتوریهایی به صورت زیر ایجاد خواهند شد :
```
          tmpdir
    ________|______
   |        |      |
branches tags trunk
                   |
                 sources
               ____|_____
              |          |
          includes     docs

```

اگر در کنار گزینهٔ p- از v- نیز استفاده شود، mkdir گزارشی از روند ساخت دایرکتوری‌ها را در خروجی چاپ می‌کند. بعوان نمونه دستور قبل را به همراه گزینهٔ v- استفاده می‌کنیم :
```
$
 
mkdir
 
-pv
 
tmpdir/
{
trunk/sources/
{
includes,docs
}
,branches,tags
}

mkdir:
 
created
 
directory
 
`
tmpdir
'

mkdir: created directory `tmpdir/trunk'

mkdir:
 
created
 
directory
 
`
tmpdir/trunk/sources
'

mkdir: created directory `tmpdir/trunk/sources/includes'

mkdir:
 
created
 
directory
 
`
tmpdir/trunk/sources/docs
'

mkdir: created directory `tmpdir/branches'

mkdir:
 
created
 
directory
 
`
tmpdir/tags
'

$

```